# اریک کریستیانسن
اریک کریستیانسن (انگلیسی: Erik Christiansen؛ زادهٔ ۲۰ سپتامبر ۱۹۵۶) قایقران روئینگ اهل دانمارک است.